# أحمد محمد حسين عبد الله الخولاني
أحمد محمد حسين عبد الله الخولاني برلماني يمني، عضو في مجلس النواب، ورئيس اللجنة الدستورية بالمجلس عن الدورة البرلمانية 2003-2009 والكتلة البرلمانية لنواب حزب المؤتمر الشعبي العام عن الدائرة الانتخابية رقم (194) بمحافظة ذمار. ولد في مدينة ذمار في 1 يناير 1959. حاصل على ليسانس شريعة وقانون.

## فترة المجلس
باتفاق عرف ب «إتفاق فبراير» مُددت فترة المجلس لمدة عامين، وبقيام ثورة الشباب اليمنية لم تُجرَ الانتخابات، وبحسب إتفاق المبادرة الخليجية مُددت الفترة لمدة عامين آخرين حتى 2013. ولكن نظراً للأزمة السياسية المستمرة منذ ذلك العام واندلاع الحرب القائمة منذ 2015 لم يتسنى انتخاب مجلس نواب جديد، ولا تزال الشرعية متجسدة في المجلس المنتخب عام 2003 حتى اليوم. (طالع مجلس النواب اليمني).